# Fahrradlenker

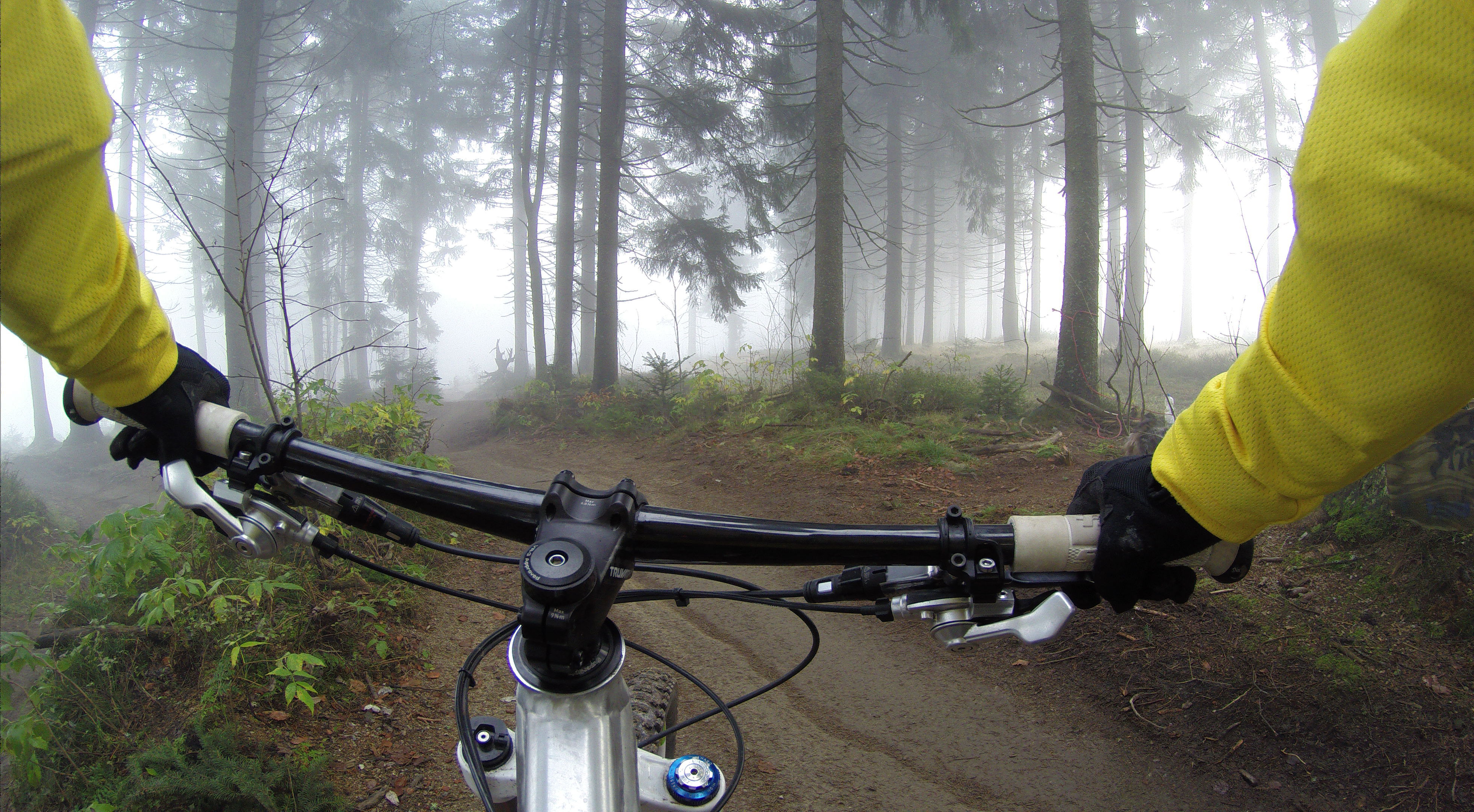
Gerader Mountainbike-Lenker (Flatbar) mit Schalt-Bremshebeln

Der Fahrradlenker, schweizerisch auch Guidon, ist (zusammen mit dem Sattel und den Pedalen) einer der drei Kontaktbereiche des Fahrers mit dem Fahrrad. Er hat eine wichtige Funktion bei der Richtungssteuerung, die jedoch beim Fahrradfahren nicht durch den Lenker allein bewirkt wird.
Der Fahrradlenker besteht im Allgemeinen aus dem eigentlichen Lenkerbügel und einem Vorbau, über den der Lenkerbügel mit der Gabel verbunden wird. Der Lenkerbügel nimmt neben den Lenkergriffen auch Armaturen (Bremshebel, Schalthebel, Klingel, Steuerelemente etc.) sowie Zubehör auf (Fahrradcomputer, Navigationsgerät, Lenkertasche). Umgangssprachlich ist mit Fahrradlenker oft nur der Lenkerbügel selbst gemeint.

## Funktion

### Allgemeine Anforderungen

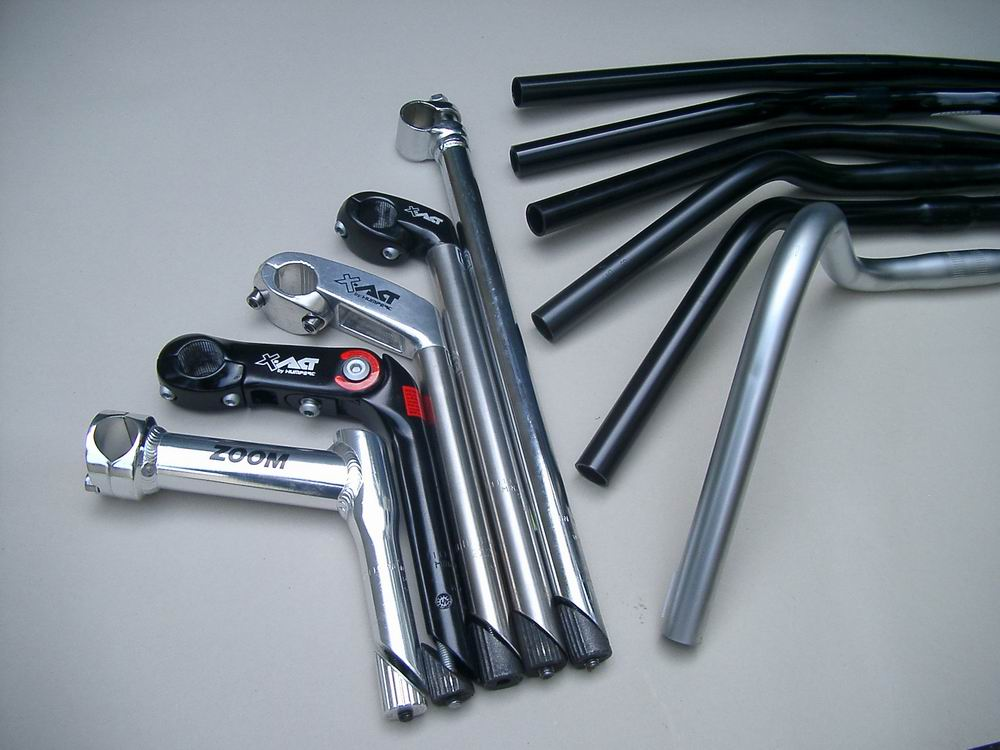
Das Zusammenspiel von Vorbau und Lenkerbügel …

… ergibt Lenker für unterschiedliche Sitzhaltungen und Fahrergrößen

Der Fahrradlenker dient der Richtungsbestimmung des Fahrrads und ist einer der drei Kontaktpunkte des Fahrers mit dem Rad. Er spielt eine wichtige Rolle im Kräftedreieck des Fahrradrahmens (Kurbel, Sattel, Lenker).
Technisch und ergonomisch ist der Lenkerbügel immer im Zusammenhang mit dem Vorbau zu betrachten. Beide Bauteile überbrücken gemeinsam den Abstand zwischen den Händen des Fahrers und der zu drehenden Fahrradgabel, sie sind somit für die Sitzhaltung und den Wirkungsgrad des Pedalierens maßgeblich. Meist wird eine Form des Lenkerbügels angestrebt, die ergonomisch günstig ist und angenehme Griffstellen für die Hände bereitstellt. Dies wird durch eine geeignete Lenkerbreite und angenehme Winkel der Griffe erreicht. Der Vorbau stellt durch seine Abmessungen sicher, dass der Lenkerbügel die richtige Höhe und den richtigen Abstand gegenüber dem Sitzpunkt (Sattel) hat.
Außer dieser Aufgabenteilung zwischen Lenkerbügel und Vorbau gibt es auch einteilige Fahrradlenker. Aus Kostengründen werden teilweise einfach Vorbau und Lenkerbügel miteinander verschweißt, wie zum Beispiel bei den Lenkern einfacher Hollandräder. Jedoch werden aus Gewichts- und Stabilitätsgründen hochwertige Fahrradlenker ohne Übergang einteilig gebaut. Häufig wird diese bei Triathlon-Lenker aus Kohlenstofffaserverstärktem Kunststoff („Carbon“) so gefertigt.

### Lenkereinstellung und Körperhaltung
Bei der Einstellung von Lenker und Vorbau wird im Fachhandel darauf hingewiesen, dass die geeignete Position erst nach längerem Fahren eingeschätzt werden kann. Ein zu hoch positionierter Lenker führt zu einer für den Rücken ungünstigen Körperhaltung, was sich sekundär auch in Handgelenkschmerzen äußern kann. Auch wird das Gesäß über das notwendige hinaus belastet. Ein zu hoch eingestellter Lenker begünstigt die Beckenaufrichtung, die sich beim Radfahren negativ auswirkt. Zudem verringert ein hoher Lenker die Fahrstabilität und damit die Fahrsicherheit. Als optimal gilt ein Lenker, dessen Lenkergriffe sich etwa in derselben Höhe wie der Sattel befinden. Ein noch tieferer Lenker ermöglicht zwar eine optimale Kraftentfaltung, jedoch ist dazu eine erhöhte Körperspannung nötig.

## Bauformen

### Grundsätzliches
Der Lenkerbügel stellt die Griffstellen für die Hände zur Verfügung, durch Höhe und Tiefe des Bügels wird im Zusammenspiel mit den Vorbaumaßen aber auch die Höhe und der Abstand der Griffe gegenüber dem Sattel beeinflusst. Man unterscheidet nach (Touren-)Bügeln für eine einzige Sitzhaltung (Holland-, Trekking-, MTB-Lenkerbügel) und Bügeln für mehrere Sitzhaltungen (Rennlenker verschiedener Varianten, Multifunktionsbügel etc.).

### Gerade Lenker, Flat, Riser, Touring

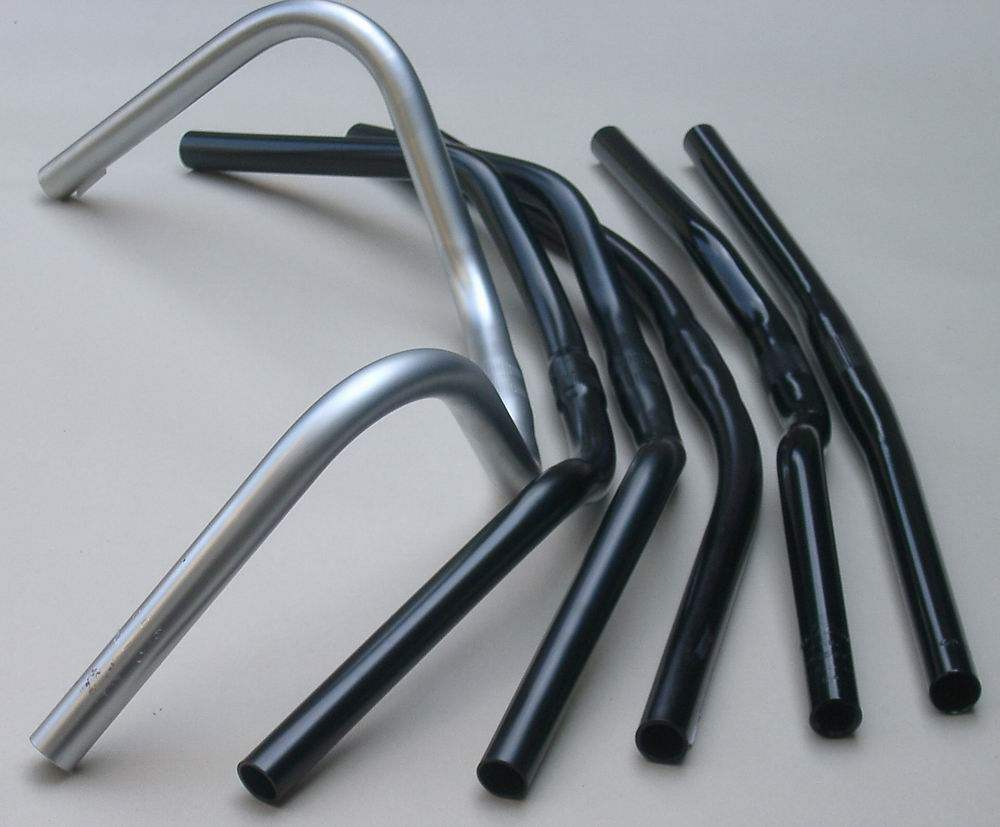
Unterschiedliche gerade Lenker

Flat-Lenker sind gerade Stangen mit Griffen an beiden Enden. Es sind die Standardlenker von Mountainbikes, Downhill- und Crossrädern, von Trekking-, Touring- und Hybrid-Fahrrädern, sowie von Flatbar-Rennräden und neuerdings auch von Fixies. Die Handgelenkstellung ist waagerecht, damit die Drucklinie nicht durch den Handballen verläuft, sondern an den Fingeransätzen entlang. Die Ellenbeugen werden nach außen gerichtet, was zu Verspannung und Schmerzen in Schultern und Handgelenken führen kann.
Ein Riser-Lenker ist eine Variante des flachen geraden Lenkers, bei der die äußeren Abschnitte des Lenkers um etwa 15 bis 50 mm über den mittleren Klemmbereich hinausragen.
Touren-Lenker (engl. auch  alt bars) sind nach hinten abgewinkelt, um die Ergonomie auf Langstrecken zu verbessern. Als ergonomisch günstig wird ein leichter Winkel sowohl in der Horizontalen als auch vertikal vom Lenkerende hin Richtung Lenkerklemmung betrachtet.
Sowohl Flat-, Riser- als auch Touren-Lenker können mit Lenkerhörnchen versehen werden, um mehr Handpositionen zu ermöglichen. Mit Ausnahme von Flatbar-Rennräden und neuerdings Fixies sind sie meist recht breit und aus der geraden Stange resultiert eine Haltung mit nach außen gewinkelten Ellenbogen. Daraus entsteht ein größerer Luftwiderstand und eine weniger ergonomische Griffposition, im Vergleich zu Rennrad- und Gravel-Lenkern. Bei Mountainbikes und Downhillfahren erlauben solche breiten Lenker jedoch mehr Steuerkontrolle.
Im Stadtverkehr sind gerade Lenker wegen ihrer meist hohen Breite und den nach außen stehenden Ellenbogen jedoch hinderlich oder sogar gefährlich. Im Verkauf von Freizeiträdern werden sie als sportlich angepriesen.

### Rennradlenker

Grundformen von Rennlenkern

Rennradlenker werden zunächst in 3 Grundformen unterschieden: klassisch, anatomisch und ergonomisch. Der meistverwendete Lenker ist heutzutage der Ergo-Lenker, selten findet man jedoch auch mal die anatomische Variante. Die klassische Version findet man meistens bei Klassikern wie zum Beispiel dem Retro-Rennrad. Bei den Profis ist diese Art von Lenker auch teilweise noch sehr beliebt.
Die drei Grundformen lassen sich in weitere Arten unterteilen, wie dem Kompakt, Track und dem Randonneur.
- Klassisch: Er verdankt seinen Namen einer langen Tradition. Meistens wird diese Variante an Rennrädern wie Stahl- oder Retrorennrädern verwendet.
- Ergonomisch: Die Merkmale dieses Modells sind der flachere Drop (Lenkerhöhe) und der weit geöffnete Bogen nach unten hin. Dadurch fördert man eine aufrechtere Sitzhaltung und vermeidet eine Krümmung des Rückens.
- Anatomisch: Diese Ausführung hat einen gerade ausfallenden Bogen, das soll Komfort bringen, besonders für das Fahren am Unterlenker. Der obere Teil ist sehr flach gehalten und nicht so abgerundet wie gewöhnlich.
- Kompakt: Seine Eigenschaften sind ein kürzerer Reach (Lenkertiefe) und ein niedrigerer Drop (Lenkerhöhe). Dadurch wird das Fahren am Unterlenker komfortabler und ermöglicht durch seine flache Form eine einfachere Betätigung von Schalt- und Bremshebeln.
- Track: Diese Lenkerart wurde für die Sitzhaltung von Bahnradfahrern entwickelt. Der mittige, gerade Bereich des Oberlenkers ist hier sehr schmal, da ohnehin im Bahnradsport fast ausschließlich der Unterlenker gefahren wird. Da im Bahnradsport keine Bremsen gefahren werden, ist diese Variante nicht für Bremshebel vorgesehen. Auch von Fixed-Gear-Fahrern die ohne Bremse fahren möchten, wurde diese Lenkerform adaptiert.
- Randonneur: Die leichte U-Form ermöglicht eine aufrechtere Sitzhaltung und ist besonders gut für lange Strecken geeignet. Früher wurde diese Variante oft in Frankreich bei Tourenrädern verbaut, heute wird sie allerdings nur noch selten genutzt.

### Multipositionsbügel

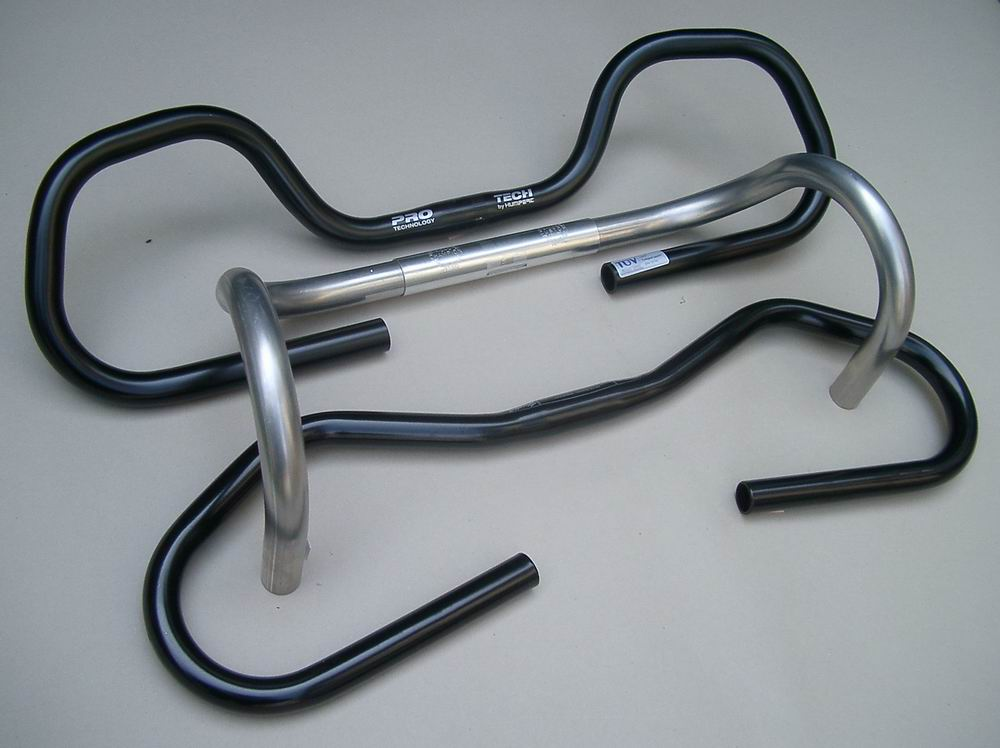
Lenkerbügel mit mehreren Griffpositionen: Zwei Multifunktionsbügel und ein Rennlenker (Mitte)

Bügel für mehrere Sitzhaltungen besitzen Biegungen in verschiedene Richtungen und sind teilweise für jede Griffposition auf ihrer gesamten Länge gepolstert. Die Multifunktionsbügel wurden vielfach an Rädern in den 1980ern und 1990er Jahren verbaut. Besonders bekannt wurde diese Lenkerform durch die Sendung Unterwegs in der DDR mit Katja Ebstein, die ein Fahrrad mit solchem Lenker benutzte.

### Bügelerweiterungen

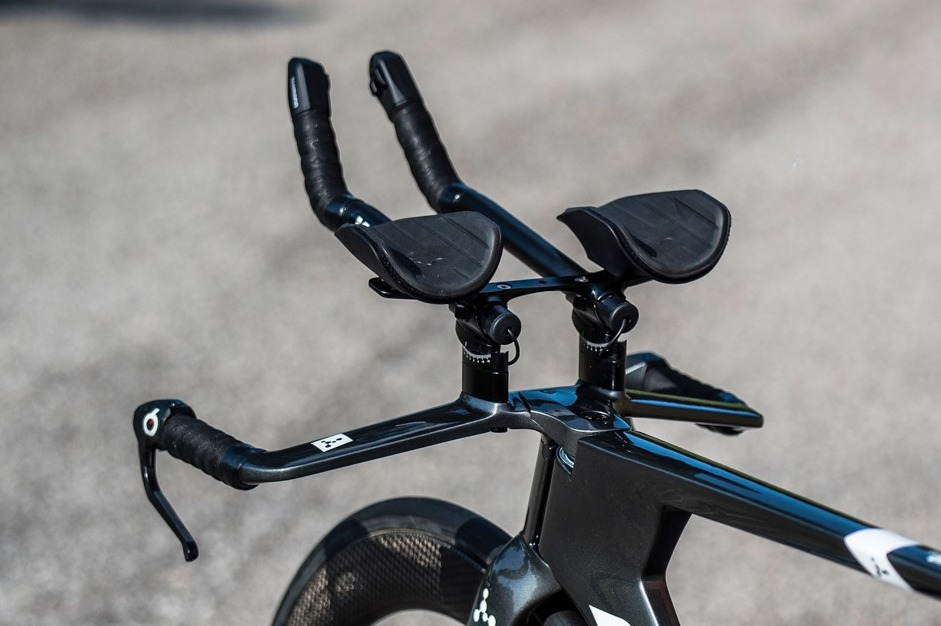
Triathlonlenker

Lenkerbügel können auch durch angeschraubte Zusätze, z. B. die sogenannten Lenkerhörnchen, weitere Griffstellen erhalten.
Für extremere Sitzhaltungen sind auch angeschraubte Auflageflächen für die Unterarme üblich.

### Triathlonlenker
Beim Zeitfahren und im Triathlon haben sich seit Mitte der 1980er-Jahre für die Sitzposition auf den Langdistanzen (Ironman-Rennen) die Triathlonlenker mit Aerobars durchgesetzt, die den Athleten mit einer nach vorne gezogenen Verlängerung eine optimale Sitzposition mit weniger Luftwiderstand ermöglichen. Die Arme des Fahrers werden eng zusammengebracht und damit eine noch aerodynamischere Haltung erlaubt. Die Armaturen sind hier im Lenker nach vorne verlegt.

### Lenkergriffe/Lenkerband/Lenkerbezüge
Für die Hände des Fahrers werden an den vorgesehenen Griffstellen des Lenkers Polsterungen angebracht. Sie verteilen den Druck besser als das blanke dünne Metallrohr, bieten einen sicheren Halt und absorbieren Erschütterungen. Bei einer einzigen Griffstelle werden meist handbreite Griffe aufgeschoben, bei mehreren Griffpositionen über einen längeren Bereich hinweg wird meist gewickeltes Lenkerband oder röhrenförmige Überzüge gewählt.
- Lenkergriffe bestehen meist aus Kunststoffen, können jedoch auch, zumindest teilweise, aus Holz, Kork, Schaumstoff oder Leder bestehen. Aufwändigere Exemplare haben Gelpolster-Einlagen. Lenkergriffe mit ringförmigem Querschnitt vergrößern lediglich den Durchmesser des Lenkers. Sie können aber auch oval oder der Handform angepasst sein, um den Druck der Handfläche besser zu verteilen.
- Lenkerbänder sind selbstklebende Streifen aus Kunststoff, Textilien, Kork oder Leder, die um den Lenker gewickelt werden. Sie sind in den verschiedensten Farben und Designs erhältlich und oft in ihrer farblichen Gestaltung an das Fahrrad angepasst. Im Profiradsport greifen sie meist das Design des Hauptsponsors auf. Lenkerbänder werden meist so gewickelt, dass bei einer Rückwärtsdrehung des Lenkers (Zug Richtung Fahrer) das lose Ende der Wicklung eher festgezogen als gelockert wird. Sie dienen dem angenehmeren Griffempfinden.
- Lenkerbezüge sind meist Schaumstoffröhren, die es in verschiedenen Härten und Oberflächenstrukturen angeboten werden.

## Maße und Lenkerparameter

### Lenkerklemmung (Manschette)
Der Bereich, an dem der Vorbau den Lenker klemmt, wird auch als „Manschette“ bezeichnet. Dieser Durchmesser und das Maß der Vorbauklemmung stimmen bei korrekt montierten Lenkern überein. Bei Rennlenkern war lang der Durchmesser von 25,4 mm üblich, jedoch ist 31,8 mm heute Standard (Stand 2021). Bei allen anderen Fahrradtypen finden sich sowohl 25,4 mm (1 Zoll) wie auch 31,8 mm. Zur Erhöhung der Stabilität wurden zunächst bei Mountainbikes die Durchmesser von 31,8 oder 35 mm eingeführt.

### Lenkbügelenden
Der gerade Bereich der Lenkbügelenden bis zum Beginn der ersten Biegung wird Grifflänge genannt und nimmt alle Armaturen auf (Griffe, Bremshebel, Schalter, Glocke). Allgemein hat sich bei Fahrradlenkern ein Durchmesser von 22,2 mm (7/8") durchgesetzt, der früher übliche Durchmesser von 23,5 mm ist aber weiterhin für Rennlenker Standard.

### Rise
Als Rise wird der Versatz des Lenkers in der Vertikalen, gemessen von der Lenkermitte (im Bereich der Klemmung) bis zur Griffmitte bezeichnet. Je höher der Rise, desto aufrechter die Sitzposition.

### Backsweep
Als Backsweep wird die Abwinklung des Lenkers nach hinten bezeichnet. Diese Abwinklung soll einen angenehmen Übergang von Unterarm zur Hand gewährleisten; als Idealmaß wird in der Fachliteratur ein Winkel von ±16° angegeben.

### Lenkungswinkel
Der Lenkungswinkel ist der Winkel, mit dem der Lenker – und damit Vorbau, Gabel und Vorderrad – eingeschlagen werden kann. Die Fachliteratur empfiehlt bei Jugend-,City- und Trekkingräder einen Winkel von 60°, bei Rennrädern, MTBs und allen weiteren Geländerädern (Cyclocross, Gravelbike etc.) einen Lenkungswinkel von 30°.

### Reach und Drop
Die beiden Maße spielen bei Rennradlenkern eine Rolle. Der Reach bezeichnet die Vorbiegung des Lenkers. Angegeben wird, wie weit die zum geraden Lenkerteil stehende +/- 90° Vorbiegung reicht. Als Drop wird der Abstand des geraden Lenkerteils zum Ende der Vorbiegung bezeichnet.

## Sicherheit

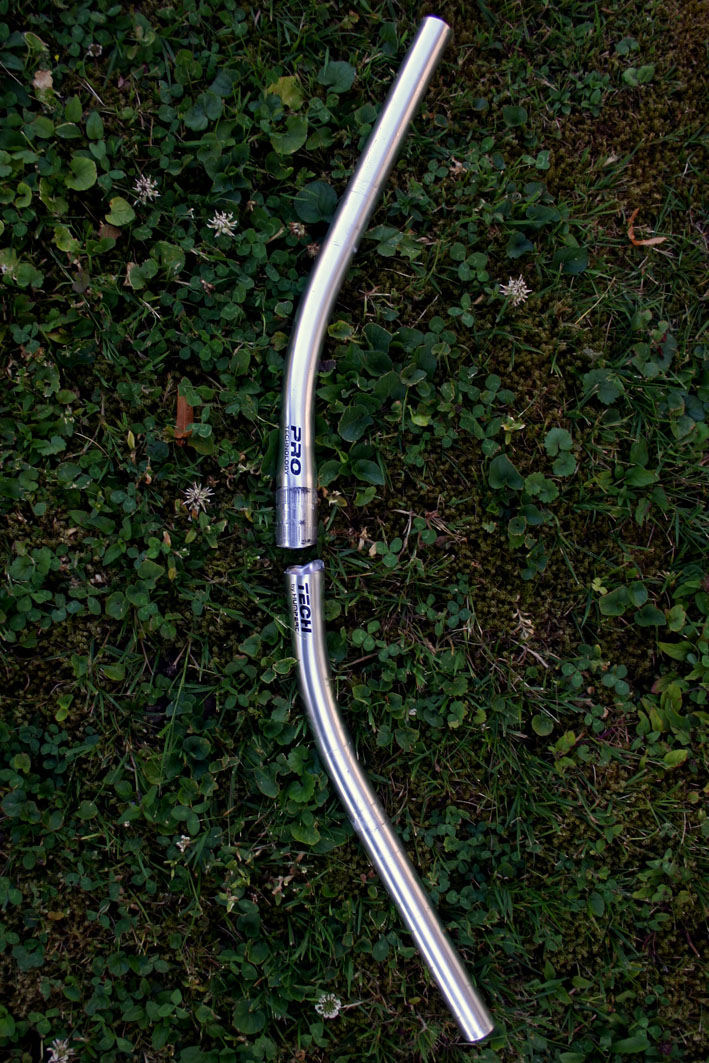
Am Lenkervorbau gebrochener Aluminiumlenkbügel

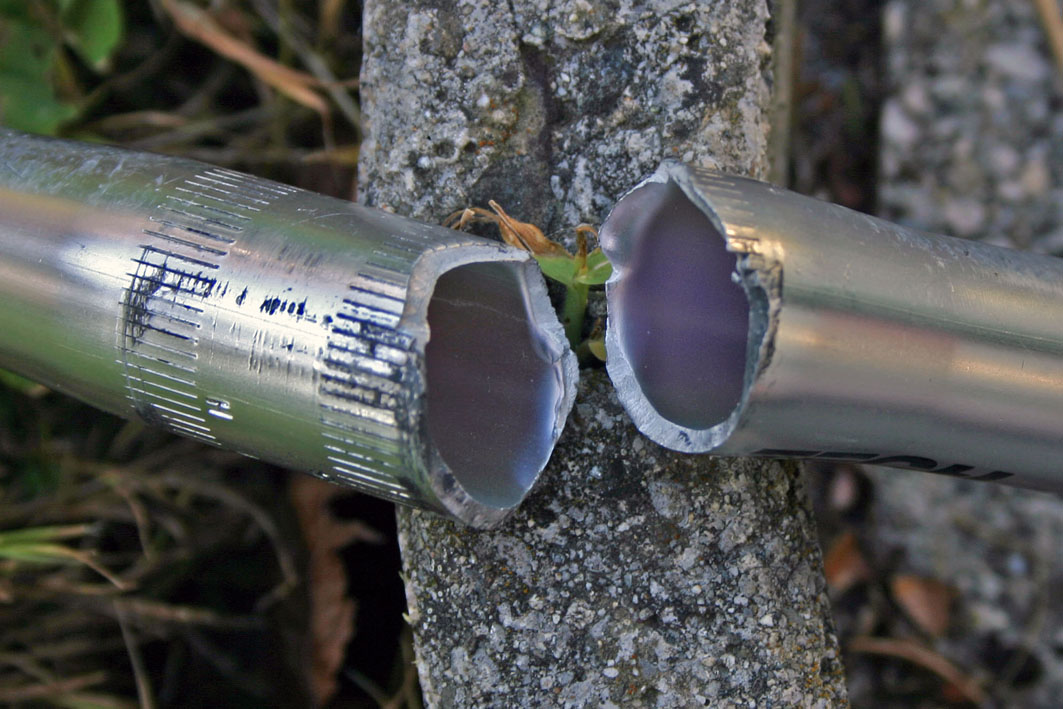
Bruchdetail desselben Lenkbügels

Der Lenkbügel gehört mit zu den sicherheitsrelevanten Teilen am Fahrrad, ein Bruch kann zu schweren Unfällen führen. Lenkerbügel werden als Verschleißteile betrachtet und sollten aus Sicherheitsaspekten regelmäßig ausgetauscht werden. In der Praxis passiert das selten. Maximalbelastungen treten beim Abbremsen (Gleichlast) und beim Beschleunigen (Wechsellast) auf.
Hersteller geben folgende Regeln vor, um Brüchen vorzubeugen:
- Stahlbügel verformen sich bei Überlastung, Aluminiumlenkbügel hingegen brechen spröde.
- Keine Kombination von Stahlvorbauten und Aluminiumlenkbügel (Materialmix).
- Das vom Hersteller angegebene maximale Anziehmoment des Vorbaus darf nicht überschritten werden. Hersteller testen ihre Lenker in der Regel und können für diese Werte die Garantie übernehmen.
- Beim Transport mit dem Automobil gibt es von Seiten der Hersteller die Empfehlung, Räder nicht kopfüberstehend am Lenkbügel zu befestigen, da die auftretenden dynamischen Kräfte zu Materialermüdung führen können.
- Bei Beschädigungen müssen Lenkbügel sofort ausgetauscht werden.
- Strittig ist, ob Lenkbügel, vor allem in Leichtbauweise, schon nach etwa 5000 km bzw. zwei Jahren, je nachdem, was früher eintritt, ausgetauscht werden sollen. Seitens der Hersteller und auch Zubehörversender gibt es klare Empfehlungen in dieser Richtung, in der Praxis halten viele Lenkbügel aus jedem Material problemlos Jahrzehnte. Eine Unterscheidung zwischen verschiedenen Lenkerbauarten ist angebracht. Der lange Hebelarm eines geraden MTB-Lenkers führt zu höheren Belastungen im Bereich des Lenkervorbaus, als sie bei schmaleren Bauformen auftreten.

Andere sicherheitsrelevante Bauteile am Fahrrad sind die Sattelstütze, der Vorbau, die Kurbel und die Gabel.